# Perličková koupel
Perličková koupel je koupel, při které se ve vaně vytváří ve vodě perličky vzduchu, které mají masážní efekt. Někdy se používá výraz „mokrá masáž“, „bublinková masáž“, „bublinková lázeň“, nebo „bublinková koupel“.
Může ji vyvolávat také zařízení, které po vložení do vany a jejím napuštění vytváří ve vodě perličky vzduchu. Zařízení se skládá z matrace, elektromotoru na foukání vzduchu, propojovacích hadic a ovladače.

## Účinky koupele
- Chladná koupel (méně než 30 stupňů C): Otužování, Kneippova léčba krevního oběhu, léčba pohybového ústrojí, působí jako diuretikum a anestetikum
- Vlažná koupel (30–34 stupňů C): Působí příznivě na vysoký krevní tlak, snižuje otoky
- Teplá koupel (35–37 stupňů C): Výrazné uvolňující účinky, pocit pocení a vyplavování škodlivin
- Horká koupel (38–42 stupňů C): Působí příznivě na nízký krevní tlak a zvyšuje prokrvení. Nedoporučuje se při vysokém krevním tlaku.